# Ocyceros birostris
Ocyceros birostris là một loài chim trong họ Bucerotidae.